# JR동일본교통서비스
JR동일본교통서비스(일본어: 株式会社JR 東日本運輸サービス)는 동일본여객철도의 재래선 열차의 청소업무, 차량기지 구내운전, 철도차량 유지보수를 수행하는 동일본여객철도의 자회사이다.

## 역사
- 1955년 7월 : 일본국유철도의 도쿄권 전철 청소용역을 위탁수행하는 하지메미주식회사(일본어: 創美興業株式会社)가 출범함
- 1965년 6월 : 관동차량정비주식회사(일본어: 関東車両整備株式会社)로 사명 변경
- 1987년 4월 : 일본국유철도의 국철 분할 민영화
- 1999년 4월 : 동일본여객철도의 연결 자회사로 편입
- 2009년 4월 : 주식회사 JR동일본교통서비스로 사명 변경
- 2012년 12월 : 동일본여객철도의 100% 출자로 완전 자회사화